# Patrick W. Skehan
Patrick William Skehan (* 30. September 1909 in New York City; † 9. September 1980 in Washington, D.C.) war ein US-amerikanischer Semitist und Alttestamentler.

## Leben
Patrick W. Skehan wurde am 30. September 1909 in New York City geboren. 1929 erhielt er seinen Bachelor of Arts (B.A.) von der Fordham University und studierte Theologie am St. Joseph’s Seminary (bekannt als Dunwoodie). Er studierte Schrift und semitische Sprachen an der Katholischen Universität von Amerika in Washington, D.C., wo er promovierte. Sein Doktorvater war Edward P. Arbez. Seine theologische Dissertation trug den Titel The Literary Relationship Between the Book of Wisdom and the Protocanonical Wisdom Books of the Old Testament. Von 1938 bis zu seinem Lebensende lehrte er an der gleichen Universität semitische Sprachen.
Skehan wurde am 23. September 1933 im St. Joseph’s Seminary zum römisch-katholischen Priester geweiht.
Er starb am 9. September 1980.

## Akademische Arbeit
Skehan war Vorsitzender der Abteilung für semitische und ägyptische Sprachen und Literaturen an der Katholischen Universität von Amerika, Washington, D.C. Er wurde zum Sekretär des beratenden Ausschusses für das Corpus Scriptorum Christianorum Orientalium (C.S.C.O.) ernannt.

### Redaktionelle Arbeit
Skehan war an der Übersetzung der New American Bible beteiligt. Er war mehrmals Mitherausgeber des Catholic Biblical Quarterly, Mitherausgeber der Old Testament Abstracts und Herausgeber der Monographienreihe der Vereinigung (1973–75). Er arbeitete auch an der New Catholic Encyclopedia mit.

### Archäologische Arbeiten
Als William Foxwell Albright 1947 eine archäologische Erkundung in Ägypten durchführte, bat er Skehan, an seiner Stelle Gastdozent an der Johns Hopkins University zu sein. Er stimmte zu und tat dies für Albright bei weiteren Gelegenheiten zwischen 1947 und 1956. Skehan war auch Gastprofessor während des Studienjahres 1969–1970 am Päpstlichen Bibelinstitut in Rom.
Skehan war Vorsitzender der Abteilung für semitische und ägyptische Sprachen und Literaturen an der Katholischen Universität von Amerika und Gastprofessor am Päpstlichen Bibelinstitut in Rom. Im Jahr 1953 wurde er gemeinsam mit Frank Moore Cross, John Allegro, John Strugnell, Dominique Barthélemy, Jean Starcky, Claus-Hunno Hunziger, Józef T. Milik und Roland de Vaux, der das Projekt leitete, als Mitglied des Redaktionsteams der Schriftrollen vom Toten Meer ausgewählt. Er wurde in der katholischen Kirche zum Priester geweiht.

### Organisationen
Skehan war an vielen Organisationen und deren Projekten beteiligt, darunter die Catholic Biblical Association, die Confraternity of Christian Doctrine, die American Schools of Oriental Research, die American Oriental Society und die Päpstliche Bibelkommission.

## Anerkennungen und Ehrungen
Skehans Arbeit und Beitrag zum Studium der Heiligen Schrift wurden vom Heiligen Stuhl anerkannt und geehrt. Er wurde am 17. Juni 1954 von Papst Pius XII. zum Monsignore ernannt, am 2. Dezember 1958 von Papst Johannes XXIII. zum Hausprälaten ernannt und am 29. Dezember 1964 von Papst Paul VI. mit der Benemerenti-Medaille ausgezeichnet.
Skehan hatte den Respekt und die Freundschaft seiner Studenten und Kollegen. Im Jahr 1974 veröffentlichte The Catholic Biblical Quarterly eine Festschrift zu seinen Ehren, herausgegeben von einem seiner Studenten, Roland E. Murphy (OCarm). Einer seiner Schüler, Alexander A. Di Lella, OFM., schrieb eine Hommage an ihn, die in The Catholic Biblical Quarterly veröffentlicht wurde. Über seinen Lehrer sagt Di Lella: "Er war mehr als ein engagierter Lehrer und Gelehrter. Er war vor allem ein loyaler Kirchenmann und frommer Priester, ein christlicher Gentleman und ein Mensch der Superlative."

## Veröffentlichte Werke
- Patrick W Skehan: The literary relationship between the Book of Wisdom and the Protocanonical Wisdom Books of the Old Testament. Hrsg.: Catholic University of America Press (= Catholic University of America, School of Sacred Theology, studies in sacred theology. Band 54). Washington, DC 1938, OCLC 371202.
- Patrick W. Skehan: Studies in Israelite poetry and wisdom (= Catholic biblical quarterly: Monograph ser. Band 1). Catholic Bibl. Assoc. of America, Washington, DC 1971, OCLC 254205957.
- Patrick W Skehan: Studies in Israelite poetry and wisdom. Catholic Biblical quarterly: Monograph series. Catholic Biblical Association of America, Washington 1971, ISBN 0-915170-00-0.
- Roland E. Murphy (Hrsg.): Patrick W. Skehan Festschrift (= Catholic Biblical quarterly. Band 36). Catholic Biblical Association of America, Washington, D.C. 1974, OCLC 12984798.
- Patrick W Skehan, Alexander A Di Lella: The Wisdom of Ben Sira: a new translation with notes by Patrick W Skehan. Hrsg.: Doubleday (= Bible. Band 39). New York 1987, ISBN 0-385-51004-7.
- Patrick W Skehan, Alexander A Di Lella: Anchor Bible. A new translation with notes. Hrsg.: Doubleday (= Bible. Band 39). New York 1987, ISBN 0-385-13517-3.
- Patrick W Skehan, Eugene Ulrich, Judith E Sanderson, P J Parsons: Qumran cave 4. IV: Palaeo-Hebrew and Greek biblical manuscripts. Hrsg.: Clarendon Press (= Discoveries in the Judaean desert. Band 9). Oxford 1992, ISBN 0-19-826328-7.
- Patrick W Skehan, Eugene Ulrich, Judith E Sanderson, P J Parsons: Qumran cave 4. Hrsg.: Clarendon (= Discoveries in the Judaean desert. Band 9). 1992, ISBN 0-19-826328-7.
- Patrick W Skehan, John Marco Allegro, Elisha Qimron: Qumran cave 4. 13 The Damascus document (4Q266-273). Hrsg.: Oxford Clarendon Press (= Discoveries in the Judaean desert. Band 18). 1996.
- Patrick W Skehan: Studies in israelite poetry and wisdom (= The catholic biblical quarterly. Monograph series, 1). 1971, OCLC 489867231.